# Paola af Belgien
 Der er for få eller ingen kildehenvisninger i denne artikel, hvilket er et problem. Du kan hjælpe ved at angive troværdige kilder til de påstande, som fremføres i artiklen.

Dronning Paola af Belgien (født 11. september 1937) er gennem sit ægteskab med tidligere Kong Albert 2. af Belgien, tidligere dronning i Belgien. Hun er datter af Fulco Ruffo di Calabria (1884-1946), en hædret italiensk pilot, der kæmpede under 1. verdenskrig samt dennes hustru, Luisa Gazelli dei Conti di Rossana (1896-1989). Begge forældre stammer fra den italienske adel. Hendes fødselsnavn er Donna Paola Margherita Maria Antonia Consiglia dei Principi Ruffo di Calabria.

## Børn
Paola blev gift den 2. juli 1959 i Bruxelles med Albert, daværende prins af Liège. Parret har tre børn:
1. Philippe af Belgien (født 15. april 1960), gift 1999 med Mathilde d'Udekem d'Acoz og har fire børn.
2. Astrid af Belgien (født 5. juni 1962), gift 1984 med Lorenz af Østrig-Este og har fem børn.
3. Laurent af Belgien (født 19. oktober 1963), gift 2003 med Claire Coombs og har tre børn.

### Ægteskabet
I de første år af ægteskabet lå det ikke i kortene at Paola skulle blive dronning i Belgien. Imidlertid var ægteskabet mellem den daværende konge, Baudouin af Belgien, og dronning Fabiola af Belgien barnløst. Disse knyttede et stærkt bånd til Paola's ældste søn, Philippe og mange troede at han med tiden ville blive konge frem for sin far, Albert. Da Baudouin døde pludseligt i 1993 overtog Albert dog tronen og gjorde dermed sin hustru til dronning.

## Titler, prædikater og æresbevisninger

### Titler og prædikater fra fødsel til død
- 11. september 1937 – 2. juli 1959: Donna Paola Ruffo di Calabria
- 2. juli 1959 – 9. august 1993: Hendes Kongelige Højhed Fyrstinden af Liège
- 9. august 1993 – 21. juli 2013: Hendes Majestæt Belgiernes Dronning
- 21. juli 2013 – nu: Hendes Majestæt Dronning Paola af Belgien

### Dekorationer

#### Udenlandske dekorationer
- Danmark: Ridder af Elefantordenen (R.E.)  (1995)[1]
- Norge: Storkors af Sankt Olavs Orden (No.St.O.1)  (1997)[2]
- Sverige: Ridder af Serafimerordenen (S.Sph.)  (1994)